# Рославлев (роман)
«Рославлев» — незаконченное произведение Александра Пушкина 1831 года, задуманное как исторический роман о событиях Отечественной войны 1812 года.

## История создания
Пушкин написал «Рославлева» в ответ на выход романа Михаила Загоскина «Рославлев, или Русские в 1812 году».
Своё мнение о работе Загоскина Пушкин выразил в переписке с литературным критиком Петром Вяземским. В письмах к Вяземскому Пушкин помимо прочего отмечал, что в романе Загоскина присутствуют: навязчивая нравоучительность, наивная сентиментальность, схематичность персонажей и прямолинейная трактовка русского патриотизма.
22 июня 1831 года Александр Пушкин начал работать над собственной версией романа Загоскина.
В 1836 году в журнале Современник он опубликовал фрагмент, под названием: «Отрывок из неизданных записок дамы (1811 г.)».

## Описание сюжета
Пушкин изменил повествовательную точку зрения. У Загоскина события изображены с позиций автора, с претензией на объективность, то Пушкин, ориентирован на субъективность и на аутентичность записок. Пушкин так ведёт литературную игру, мотивируя читателей.
В отличие от романа Загоскина у Пушкина Полина не предает Родину и возлюбленного, так как их не связывают узы любви, Сеникура любит только умом.
Полина и ее безымянная подруга показывают новый тип просвещённой женщины, сознание которой открыто важным проблемам.

## Сюжет
Повествование ведётся от имени подруги Полины. Она упоминает, что это происшествие, описанное Загоскиным ей хорошо известно.
Рассказчица появилась в свете в 1811 году.
Рославлев, брат рассказчицы влюбился в Полину и попросил помощи у рассказчицы. Полина не отвечала взаимностью.
Рассказчица привязалась к Полине.
Однажды в Москву приехала m-me de Staël из Парижа, гонимая Наполеоном. Все съезжались посмотреть на неë и многие были недовольны. В честь неë отец рассказчицы устроил пир. Полина стыдилась за то, как вело общество, по сравнению с m-me de Staël.
Полина поссорилась с Рославлевым и он вступил в Маномовский полк.
Вскоре началась война. Наполеон пошел на Москву. Жители еë выбирались один за другим.
Они уехали из Москвы.
Как-то раз в город прибыло четыре пленных офицеров. Князь поселил их у себя.
Один был примечательный.
Его звали Сеникур. Он влюбился в Полину. Но Сеникур занимал прежде еë ум. Они много разговаривали о политике.
Рославлев был убит в Бородинском сражении.
Москва сожжена. Полина думает, что
еë подожгли «просвещённые» французы, но Сеникур говорит, что это русские. Полина гордится этим.